# Elinor-Ostrom-Schule
Die Elinor-Ostrom-Schule (auch EOS) ist ein öffentliches Oberstufenzentrum in Berlin-Prenzlauer Berg für kaufmännische Berufe. Namensgeberin ist die amerikanische Nobelpreisträgerin für Ökonomie, Elinor Ostrom (1933–2012), die zu Gemeingütern geforscht hat.
1998 wurde die Schule mit dem Schwerpunkt der Ausbildung für Büroberufe in vollzeitschulischer Form (3-jährige Berufsfachschule) als „OSZ Bürowirtschaft und Dienstleistungen“ gegründet. 2013 wurde das Oberstufenzentrum in „Elinor-Ostrom-Schule“ umbenannt. Am 5. Oktober 2018 feierte die Schule im Rahmen eines großen Festaktes ihr 20-jähriges Jubiläum.

## Profil
Die Schule hat den Schwerpunkt der vollzeitschulischen Berufsausbildung in dem Beruf des „Kauffrau/-mann für Büromanagement“. Ab dem Schuljahr 2014/15 werden auch die Sport- und Fitnesskaufleute in vollzeitschulischer Form ausgebildet. Daneben gibt es einen berufsvorbereitenden Bildungsgang (Integrierte Berufsausbildungsvorbereitung (IBA)) und studienqualifizierende Bildungsgänge (Fachoberschule und Berufsoberschule). Die Besonderheit ist die gleichzeitige Durchführung der Berufsausbildung und der Fachoberschule im Rahmen der so genannten Doppelqualifizierung. In der individualisierten gymnasialen Oberstufe kann die Hochschulreife mit oder ohne den beruflichen Schwerpunkt Wirtschaft/Wirtschaftsinformatik erworben werden, zudem wird jeder Lernende mit seinen individuellen Stärken und dem jeweiligen Entwicklungsstand in den Blick genommen und individuell in seinem Lernprozess unterstützt.

## Schule

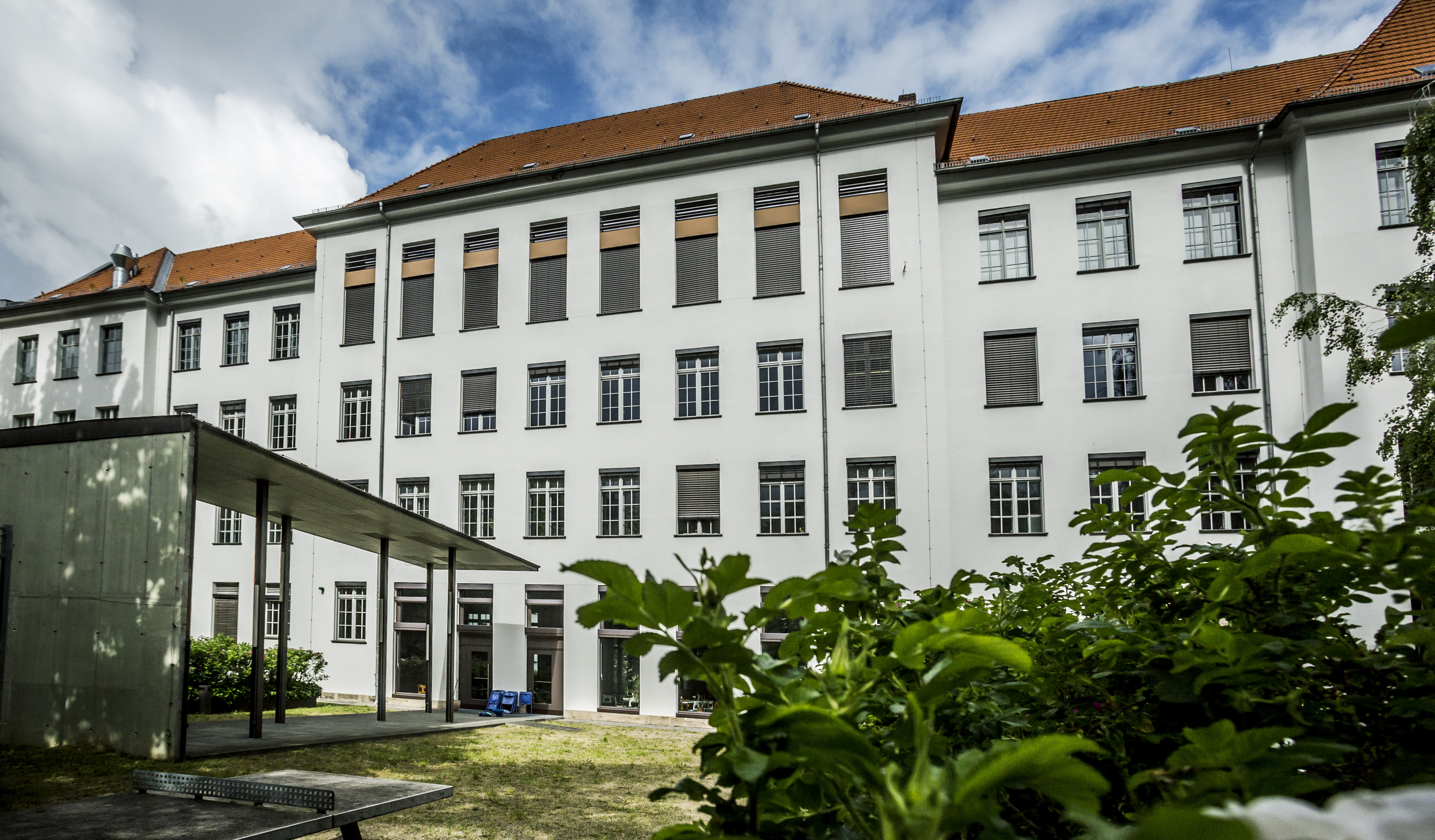
Mandelstraße

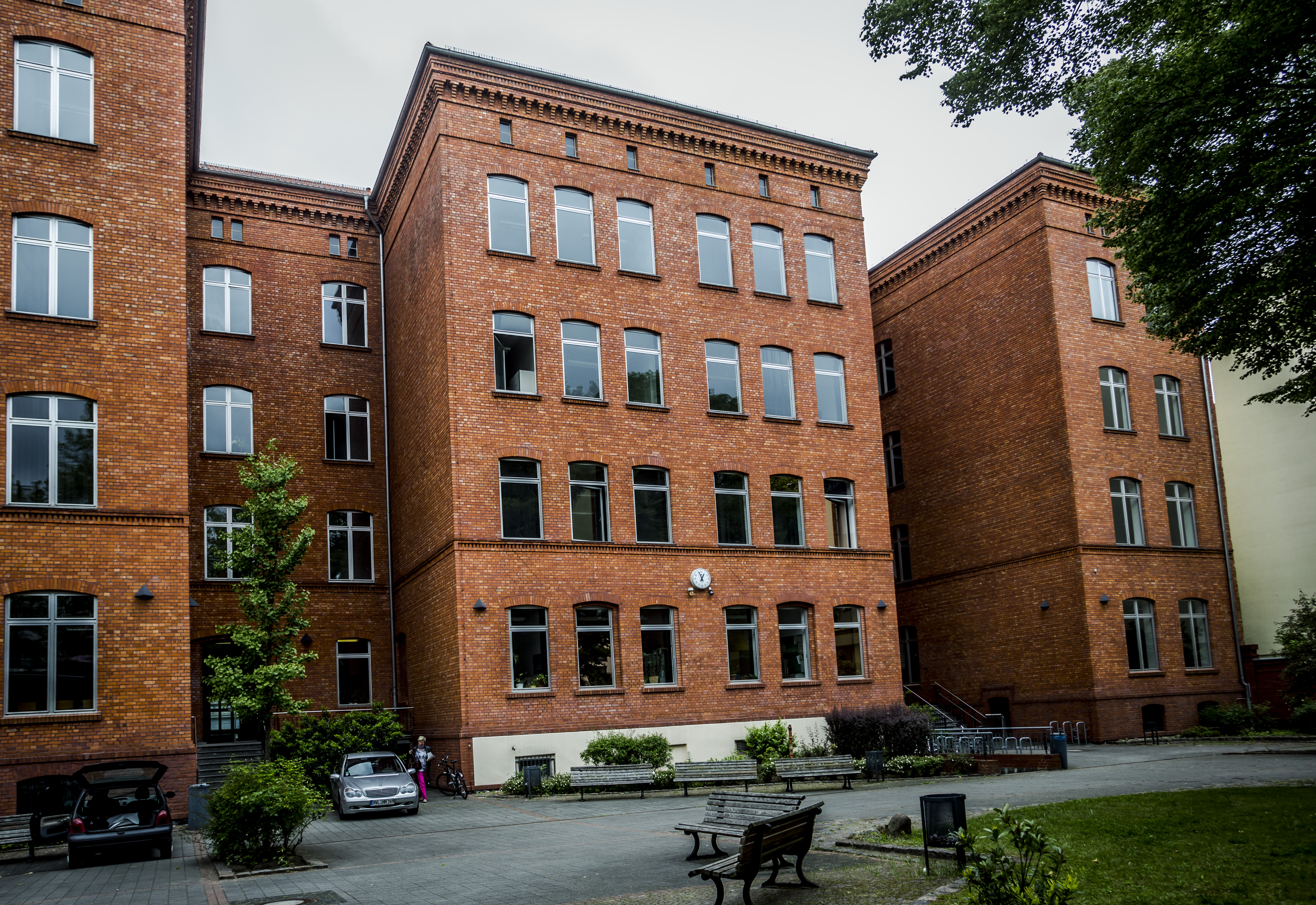
Pappelallee

### Bildungsgänge und Aufnahmevoraussetzungen
- 1-jährige integrierte Berufsausbildungsvorbereitung (IBA) ohne Eingangsvoraussetzung
- 3-jährige Berufsfachschule (3-jährige BFS) für den Ausbildungsberuf: „Kauffrau/-mann für Büromanagement“ mit der Eingangsvoraussetzung: Erweiterte Berufsbildungsreife
- 3-jährige Berufsfachschule (3-jährige BFS) für den Ausbildungsberuf: „Kauffrau/-mann für Büromanagement mit Fachhochschulreife“ (Doppelqualifizierung) mit der Eingangsvoraussetzung: Mittlerer Schulabschluss (MSA)
- 3-jährige Berufsfachschule (3-jährige BFS) für den Ausbildungsberuf: „Sport- und Fitnesskauffrau/-mann“ (Doppelqualifizierung) mit der Eingangsvoraussetzung: Mittlerer Schulabschluss (MSA)

#### Duale Berufsausbildung
- Kauffrau/-mann für Büromanagement
- Sport- und Fitnesskauffrau/-mann

Eingangsvoraussetzung: Ausbildungsvertrag mit einem Betrieb oder einer außerbetrieblichen Bildungseinrichtung

#### Studienqualifizierende Bildungsgänge
- 1-jährige Fachoberschule (FOS)

Eingangsvoraussetzung: Mittlerer Schulabschluss und ein guter Abschluss in einem anerkannten Ausbildungsberuf im Bereich Wirtschaft und Verwaltung oder eine einschlägige Berufserfahrung von mindestens fünf Jahren
- Individualisierte gymnasiale Oberstufe
- Berufliches Gymnasium Schwerpunkt Wirtschaftsinformatik / Wirtschaft

Eingangsvoraussetzung: Mittlerer Schulabschluss mit Gymnasialberechtigung (MSA+)

#### Sonstige Bildungsgänge
- 1-jähriges Berliner Ausbildungsmodell (BAM) mit Eingangsvoraussetzungen siehe

### Unterricht und extracurriculares Angebot
Die Curriculumsentwicklung in der „Elinor-Ostrom-Schule“ hat sich seit 2004 an Lernfeldern orientiert, obwohl dies für den ausgebildeten Beruf erst im Jahr 2014 verbindlich vorgeschrieben wurde. Dies führte zur Auflösung der klassischen Fächer und zu einer Integration der Inhalte in prozessorientierte Lehr- und Lernarrangements.
Der Praxisteil wird in einem Lernbüro dargestellt, in dem die Einkaufs- und Verkaufsprozesse abgebildet werden. Im zweiten Ausbildungsjahr werden ebenfalls die Personalprozesse abgebildet und die Simulation geschieht mithilfe des ERP-Systems SAP R/3. Neben dem Unterricht werden verschiedene Unterrichtsprojekte in den Unterricht integriert. Zu nennen sind dabei insbesondere Projekte
- zur Bildung für nachhaltige Entwicklung
- zur Unternehmensgründung
- zur Diversity
- zum Projektmanagement

Methodisch-didaktisch wird versucht, verstärkt nach dem System des individualisierten Lernens zu unterrichten.

### Einsatz von Unternehmenssoftware/Betreuung anderer Berufsschulen
Zur Gestaltung des Unterrichts mit der ERP-Software SAP ERP ECC 6.0 hat die Elinor-Ostrom-Schule die Lernplattform erp4school entwickelt. Diese ermöglicht eine Trennung des operativen Umgangs mit der Software von den betriebswirtschaftlichen Zusammenhängen. Entlang der grundlegenden Prozesse der Logistik (Vertrieb, Beschaffung, Produktion) und des Personals werden die Zusammenhänge im Unternehmen dargestellt und erfahrbar gemacht.
Im Zusammenhang der Entwicklung der Lernplattform, die inzwischen bundesweit an über 150 Institutionen (Berufsschulen, Fachhochschulen) eingesetzt wird, wurde der Bildungsgang „Kaufmännische/r Assistent/-in für Informationsverarbeitung Schwerpunkt: Unternehmenssoftware/ERP“ entwickelt. Die zukünftigen Mitarbeiter eines Unternehmens mit dieser Ausbildung stellen ein Bindeglied zwischen den kaufmännischen und den technischen Abteilungen dar. Mit kaufmännischem Sachverstand sind sie in der Lage, die aufwändigen Planungen und das Implementieren und die Pflege von ERP-Systemen in den Unternehmen zu begleiten. Im Rahmen der Schülerfirma „supERP“ – sie ist Bestandteil des Unterrichts in diesem Ausbildungsberuf – werden die angeschlossenen Institutionen inhaltlich betreut. So werden u. a. Basisschulungen für Kollegen aus anderen Schulen und ein Support von den Schülern realisiert.

### Auslandspraktika
Eine Besonderheit ist die jährliche Durchführung von Auslandspraktika in den Ländern Irland, England, Finnland und Polen. In den vergangenen Jahren konnten in allen Bildungsgängen und unterstützt durch das Leonardo-Projekt der EU jährlich über 50 Auszubildende zwischen 4 und 12 Wochen ins Ausland fahren. Eine Vielzahl von Auslandspraktika mit zusätzlichen Destinationen können mit der seit kurzem an der Elinor-Ostrom-Schule verorteten Agentur „Go Europe“ angeboten werden.

### Auszeichnungen
- Bisher dreimal erhielt die Elinor-Ostrom-Schule die Auszeichnung „Umweltschule in Europa“ (2004/2009/2013)
- 2011: Die Juniorfirma „Solarsystems“ erhält vom BUND den Berliner Umweltpreis
- März 2014: Die Schule wird als einzige Berliner Schule für den Deutschen Schulpreis nominiert

## Geschichte

### Die Gebäude

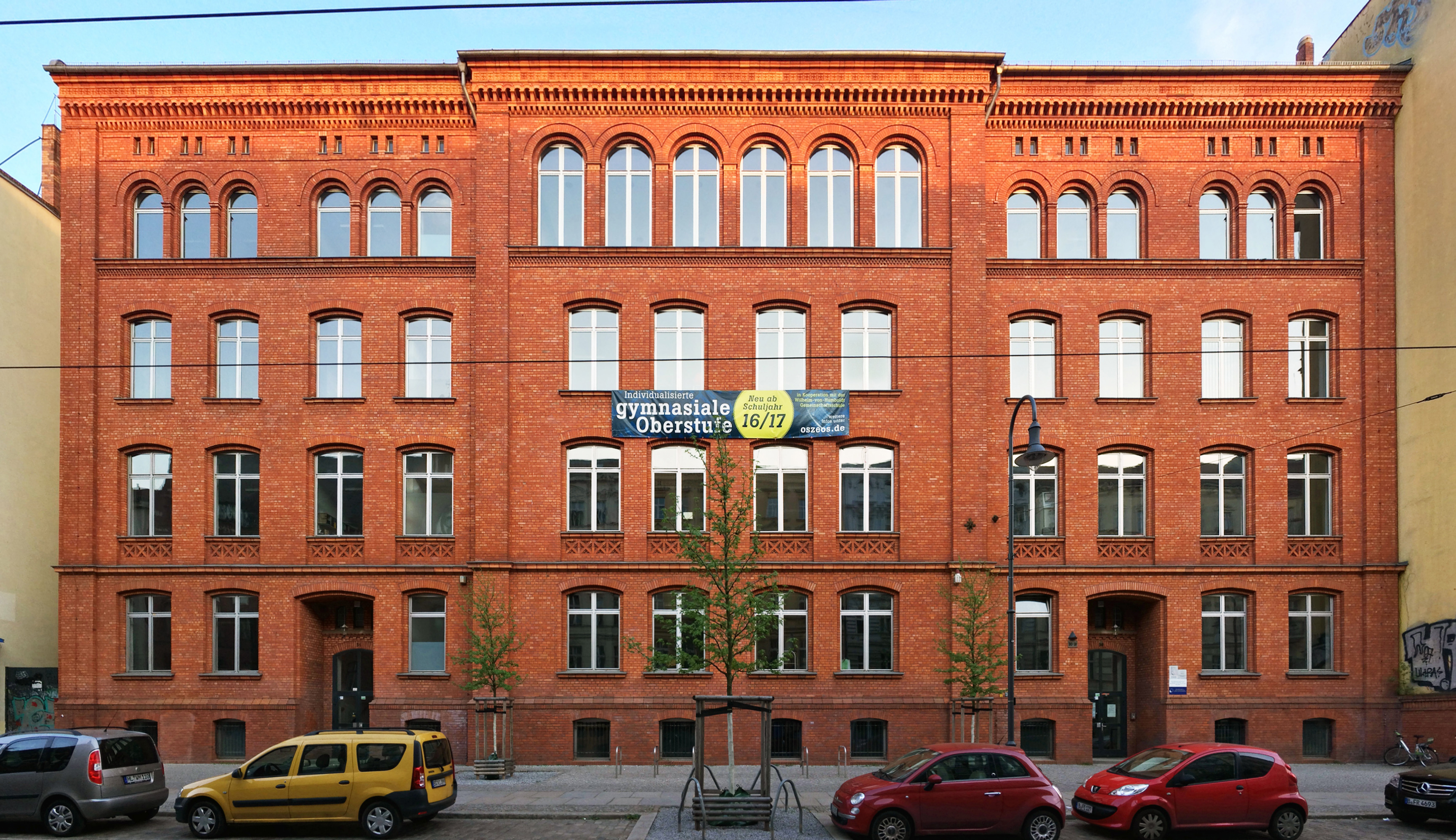
Zweiter Standort im von Hermann Blankenstein 1878 entworfenen Schulgebäude in der Pappelallee (Prenzlauer Berg)

Der Standort Mandelstraße erhielt seinen Namen von dem Kupferstecher Eduard Mandel, der von 1810 bis 1882 lebte.
Erbaut wurde die Schule von 1914/15 bis zum Jahr 1924 von dem bekannten Berliner Baumeister und Architekten Ludwig Hoffmann (1852–1932), von dem weitere Baudenkmäler in der Stadt zu finden sind, so beispielsweise das Rudolf-Virchow-Krankenhaus in Berlin-Wedding und das Märkische Museum in Berlin-Mitte.
Das Schulgebäude weist eine in der Straßenfront geschlossene Bebauung und eine viergeschossige Dreiflügelanlage im Hofbereich auf, in dem die Klassenräume liegen. Es handelt sich um einen verputzten Mauerwerksbau von 5 520 Quadratmetern mit einer großen Rundbogen-Tordurchfahrt. Zum Zeitpunkt der Erbauung war hier die 306. und 307. Gemeindeschule angesiedelt.
Der zweite Standort in der Pappelallee 30/31 in Berlin-Prenzlauer Berg wurde in den Jahren 1873/74 von dem Berliner Baustadtrat und Architekten Hermann Wilhelm A. Blankenstein erbaut. Das Schulgebäude ist eine viergeschossige Anlage in geschlossener Bebauung, ein Mauerwerksbau mit roter Klinkerverblendung. Es hat eine strenge, sparsam gegliederte Fassade mit rhythmisch angeordneten Stichbogen- und Rundbogenfenstern im Stil des akademischen Historismus.
Die Schuleröffnung fand am 2. November 1874 statt.

### Die Schule
- Aug. 1998 Gründung des „OSZ Bürowirtschaft und Dienstleistungen“ an den Standorten Mandelstraße und Pappelallee
- Mai 2004 Integration von SAP R/3 in den Unterricht als erste Berufsschule in Deutschland, gleichzeitige Einführung des fächerübergreifenden Unterrichts in Form des Lernen „am und im Modellunternehmen“
- Nov. 2007 Eröffnung der Solaranlage am Standort Mandelstr.
- Aug. 2008 Die Plattform „erp4school“ wird bundesweit kaufmännischen Berufsschulen über eine Schülerfirma angeboten.
- Okt. 2008 10-jähriges Jubiläum am OSZ B&D mit zwei Projekttagen und einem Sponsorenlauf, bei dem die Schüler und Lehrer der Schule über 15.000 EUR erlaufen und an Projekte in Tansania spenden.
- März 2010 Erste Lernkonferenz am OSZ B&D mit 10 Fachforen und über 150 Besuchern aus Berliner und bundesdeutschen Berufsschulen. Karl Wilbers hält den Eröffnungsvortrag.
- Sep. 2012 Zweite Lernkonferenz zum kompetenzorientierten Unterricht, wiederum vor über 150 Besuchern. Karl Wilbers und Tade Tramm halten die Eröffnungsvorträge.
- Sep. 2013 Die Schule gibt sich den Namen „Elinor-Ostrom-Schule“. Bei der Namensgebungsveranstaltung sprechen Ottmar Edenhofer und Konrad Hagedorn.

## Der Förderverein
Der „Förderverein des Oberstufenzentrums Bürowirtschaft und Dienstleistungen e. V.“ existiert seit 1999. Er verfolgt ausschließlich gemeinnützige Zwecke. Hauptzweck ist laut Satzung die "Förderung der Bildung und Erziehung und der Jugendhilfe".
Daneben gibt es kontinuierliche Fördermaßnahmen wie beispielsweise die
- Unterstützung von Veranstaltungen zur politischen Bildung, Seminaren und Weiterbildungsmaßnahmen für die Schüler und Auszubildenden
- Förderung schulischer Arbeitsgruppen im sportlichen und kulturellen Bereich
- Unterstützung der Zusammenarbeit zwischen Schule und Ausbildungsbetrieben
- Unterstützung der Öffentlichkeitsarbeit der Schule sowie
- die Unterstützung der Schülerfirmen „supERP“ und „Solar Systems“.

Außerdem legt der Förderverein auch gezielten Wert auf den Dialog mit außerschulischen Akteuren und Institutionen. So unterstützt bzw. fördert der Förderverein beispielsweise die Kooperation mit dem Unternehmensverband „Unternehmensgrün“ und ist „Bindeglied“ zu den mittlerweile zwei Partnerschulen in Tansania bzgl. Verwaltung und Bereitstellung der finanziellen Mittel aus Spenden und Sponsorenlauf.